# 藤原泰憲
藤原 泰憲（ふじわら の やすのり）は、平安時代中期から後期にかけての公卿。藤原北家勧修寺流、駿河守・藤原惟孝の孫。播磨守・藤原泰通の子。官位は正二位・権中納言。

## 経歴
後一条朝にて、乳兄弟であった春宮・敦良親王の春宮蔵人から典薬助・左近衛将監を経て、長元3年（1030年）親王の御給により従五位下に叙爵する。その後も、春宮権大進として敦良親王に仕える傍ら、長元7年（1034年）従五位上次いで正五位下と順調に昇進した。
長元9年（1036年）敦良親王が即位（後朱雀天皇）すると、民部権少輔に阿波守を兼ね、さらに長元10年（1037年）禎子内親王が中宮に冊立されると中宮権大進も兼帯した。長暦4年（1040年）左衛門権佐（検非違使佐）に任ぜられるが、この人事について後朱雀天皇、関白・藤原頼通、上東門院の強縁によるものとして批判を受けている。さらに、翌長久2年（1041年）には五位蔵人に右少弁を兼ね三事兼帯の栄誉を得た。
寛徳2年（1045年）後冷泉天皇が即位すると引き続き五位蔵人を務め、永承3年（1048年）左少弁、永承5年（1050年）従四位上・右中弁、永承7年（1053年）正四位下、天喜6年（1058年）権左中弁、康平5年（1062年）左中弁と、後冷泉朝でも弁官を務めながら昇進を続ける。またこの間、近江守・因幡権守・播磨守などの地方官も務めた。康平6年（1063年）蔵人頭（頭弁）に補せられ、治暦元年（1065年）参議兼左大弁に任ぜられて公卿に列した。
議政官の傍らで、左大弁・勘解由長官などを兼帯し、この間に治暦2年（1066年）従三位、治暦3年（1067年）正三位、延久2年（1070年）従二位と順調に昇進。後三条朝末の延久4年（1072年）権中納言に任ぜられ、30年以上の長きに亘って務めた弁官の職を離れた。白河朝初頭の延久5年（1073年）正二位に至る。
承保3年（1076年）病気のために辞表を上申するがまもなく却下される。承暦4年（1080年）には権中納言を辞して民部卿のみを帯びた。承暦5年（1081年）正月5日薨去。享年75。

## 官歴
『公卿補任』による。
- 時期不詳：春宮蔵人（春宮・敦良親王）
- 寛仁3年（1019年） 正月23日：典薬助（春宮御給）
- 長元3年（1030年） 正月26日：左近衛将監。3月8日：従五位下（春宮御給）
- 長元4年（1031年） 3月：春宮権大進?。11月28日：中務少輔
- 長元7年（1034年） 正月6日：従五位上（春宮御給）。6月29日：正五位下（去正月行幸上東門院、判官代賞）
- 長元8年（1035年） 3月4日：春宮権大進
- 長元9年（1036年） 6月27日：民部権少輔（前坊大進）。4月：昇殿
- 長元10年（1037年） 正月23日：兼阿波守（前坊大進）。3月1日：兼中宮権大進（中宮・禎子内親王冊命日）
- 長暦3年（1039年） 8月：止大進（本宮崩）
- 長暦4年（1040年） 6月8日：左衛門権佐、止守。14日：検非違使佐
- 長久2年（1041年） 正月12日：五位蔵人。11月9日：右少弁（三事兼帯）
- 長久3年（1042年） 4月2日：防鴨河使
- 長久5年（1044年） 正月24日：兼民部権大輔
- 寛徳2年（1045年） 正月16日：五位蔵人（新帝）
- 寛徳3年（1046年） 2月11日：近江守、大輔弁如元
- 永承3年（1048年） 12月7日：左少弁
- 永承4年（1049年） 12月：延任近江守（二ヶ年）
- 永承5年（1050年） 9月17日：右中弁、兼官如元。11月13日：従四位下（朔旦）。11月25日：従四位上（後朱雀院行幸上東門院判官代追賞）
- 永承7年（1053年） 12月14日：正四位下（悠紀国司追賞）
- 天喜2年（1054年） 2月：止守
- 天喜4年（1056年） 2月3日：兼因幡権守
- 天喜5年（1057年） 2月30日：播磨守、右中弁如元
- 天喜6年（1058年） 4月25日：権左中弁
- 康平5年（1062年） 3月12日：左中弁。6月19日：造興福寺長官
- 康平6年（1063年） 2月27日：蔵人頭（頭弁）
- 康平7年（1064年） 10月26日：兼近江権介
- 治暦元年（1065年） 12月8日：参議、左大弁、去介
- 治暦2年（1066年） 2月8日：兼播磨権守。6月27日：従三位。12月8日：兼勘解由長官
- 治暦3年（1067年） 正月5日：正三位（後朱雀院坊官賞）
- 延久2年（1070年） 11月8日：従二位（平野北野行幸行事賞）
- 延久3年（1071年） 正月28日：近江権守。11月18日：太皇太后宮権大夫（太皇太后・章子内親王）
- 延久4年（1072年） 12月2日：権中納言
- 延久5年（1073年） 7月21日：正二位（大弁時造大極殿行事賞）
- 承保2年（1075年） 12月15日：太皇太后宮権大夫（太皇太后・藤原寛子）
- 承保3年（1076年） 6月29日：依病上辞状、翌日返給
- 承暦4年（1080年） 8月14日：辞権中納言。8月22日：民部卿
- 承暦5年（1081年） 正月5日：薨去

## 系譜
『尊卑分脈』による。
- 父：藤原泰通
- 母：源隆子（源致時の娘） -  後朱雀天皇乳母、従三位
- 妻：源頼仲の娘
  - 男子：藤原師国
  - 男子：藤原定俊
- 生母不詳の子女
  - 男子：心覚
  - 男子：憲尊
  - 女子：藤原師家室
  - 女子：藤原保家母